# Tama Township (comté de Des Moines, Iowa)
Tama Township est un township, du comté de Des Moines en Iowa, aux États-Unis,.

## Source de la traduction
- (es) Cet article est partiellement ou en totalité issu de l’article de Wikipédia en espagnol intitulé « Municipio de Tama (condado de Des Moines, Iowa) » (voir la liste des auteurs).